# Phylloicus obliquus
Phylloicus obliquus är en nattsländeart som beskrevs av Navás 1931. Phylloicus obliquus ingår i släktet Phylloicus och familjen Calamoceratidae. Inga underarter finns listade i Catalogue of Life.